# Pinehurst (Karolina Północna)
Pinehurst – wieś w Stanach Zjednoczonych, w stanie Karolina Północna, w hrabstwie Moore.